# Leichtathletik-Halleneuropameisterschaften 2019/Teilnehmer (Estland)
| Gelbes Symbol für Goldmedaillen mit stilisierten Olympischen Ringen | Graues Symbol für Silbermedaillen mit stilisierten Olympischen Ringen | Braundes Symbol für Bronzemedaillen mit stilisierten Olympischen Ringen |
| ------------------------------------------------------------------- | --------------------------------------------------------------------- | ----------------------------------------------------------------------- |
| —                                                                   | —                                                                     | —                                                                       |

Aus Estland starteten zwei Athletinnen und zwei Athleten bei den Leichtathletik-Halleneuropameisterschaften 2019 in Glasgow.

## Ergebnisse

### Frauen

#### Sprung/Wurf
| Athletin       | Disziplin  | Qualifikation | Qualifikation | Finale             | Finale             |
| Athletin       | Disziplin  | Weite         | Platz         | Weite              | Platz              |
| -------------- | ---------- | ------------- | ------------- | ------------------ | ------------------ |
| Tähti Alver    | Dreisprung | 13,39 m       | 14            | nicht qualifiziert | nicht qualifiziert |
| Merilyn Uudmäe | Dreisprung | 13,40 m SB    | 13            | nicht qualifiziert | nicht qualifiziert |

### Männer

#### Siebenkampf
| Athlet             | Disziplin | 60 m   | Weitsprung | Kugelstoßen | Hochsprung | 60 m Hürden | Stabhochsprung | 1000 m | Punkte | Platz |
| ------------------ | --------- | ------ | ---------- | ----------- | ---------- | ----------- | -------------- | ------ | ------ | ----- |
| Janek Õiglane      | Ergebnis  | 7,15 s | 7,23 m     | 15,50 m     | 2,01 m     | 8,18 s      | 4,80 m         | DNS    | 5118   | 9     |
| Janek Õiglane      | Punkte    | 830    | 869        | 820         | 813        | 937         | 849            | –      | 5118   | 9     |
| Karl Robert Saluri | Ergebnis  | 6,75 s | 7,49 m     | 13,84 m     | DNS        | DNS         | DNS            | DNS    | DNF    | –     |
| Karl Robert Saluri | Punkte    | 973    | 932        | 719         | –          | –           | –              | –      | DNF    | –     |